# Легенды «Смертельной битвы»: Месть Скорпиона
«Легенды „Смертельной битвы“: Месть Скорпиона» (англ. Mortal Kombat Legends: Scorpion's Revenge) — рисованный мультипликационный фильм о боевых искусствах 2020 года, по мотивам франшизы «Mortal Kombat», созданной Эдвардом Буном и Джоном Тобиасом. Это первая экранизация, основанная на «Mortal Kombat», которая произведена в Warner Bros. Animation после того, как её материнская компания приобрела права на франшизу в 2009 году у Midway Games, и первый анимационный проект «Mortal Kombat» со времён мультсериала 1996 года «Смертельная битва: Защитники Земли», в котором сосоздатель Эдвард Бун был привлечён в качестве креативного консультанта.
Мультфильм выпущен 14 апреля 2020 года в цифровом формате. 28 апреля 2020 года выпущен на 4K Ultra HD и Blu-ray. Продолжение под названием «Легенды „Смертельной битвы“: Битва миров» (англ. Mortal Kombat Legends: Battle of the Realms) вышел 31 августа 2021 года.

## Сюжет
В Японии грандмастер Ширай Рю Ханзо Хасаши и его юный сын Сатоши по пути домой попадают в засаду нескольких ниндзя из конкурирующего клана Лин Куэй. Хасаши убивает их всех после того, как узнает, что Лин Куэй убили остальных членов Ширай Рю, включая его жену Харуми. Появляется Грандмастер Лин Куэй Саб-Зиро, и используя свои способности заморозки, чтобы удержать Ханзо во льду, убивает Сатоши. Затем он убивает и самого Ханзо, пронзив его шею сосулькой. В глубинах Преисподней Хасаши таинственным образом воскресает и встречается с колдуном Куан Чи, который убеждает Ханзо сражаться за него в турнире Mortal Kombat, чтобы он мог отомстить Саб-Зиро. Ханзо соглашается и называет себя Скорпионом.
Тем временем бог грома Рейден и шаолиньский монах Лю Кан готовятся к защите Земного Царства, участвуя в турнире Mortal Kombat, организованном стареющим колдуном Шан Цзуном. Победитель турнира сразится с Горо и решит судьбу Земного Царства. Их сопровождают безработный голливудский актёр Джонни Кейдж и агент спецназа Соня Блейд, причем у обоих есть свои причины для участия: Соня преследует лидера преступного синдиката «Черный Дракон» Кано, а Джонни считает, что он участвует в кинопроекте.
По прибытии на остров Шан Цзуна Скорпион пытается украсть амулет для Шиннока по приказу Куан Чи, но Рейден уговаривает его не выполнять эту сделку. Тем временем Кейдж, Лю и Соня становятся свидетелями того, как майор Джакс тяжело ранен чемпионом турнира Горо: последний оторвал Джаксу руки. Во время турнира Джонни едва побеждает Бараку, прежде чем понимает, что он находится на настоящем турнире, Соня успешно убивает Рептилию, а Лю сражается с Китаной. В попытке остановить героев Кано заставляет своих наёмников проникнуть на остров, чтобы ликвидировать их, но всех подручных убивает Скорпион. Появляется Саб-Зиро и останавливает Кано. Во время последующей драки между двумя ниндзя мстительный Скорпион сбрасывается вместе с Грандмастером с моста в яму с шипами, которые пронзают их обоих и убивают Саб-Зиро. Джонни и Соня преследуют Кано, чтобы спасти Джакса, в то время как Лю спешит в тронный зал Шан Цзуна.
Куан Чи появляется перед Скорпионом и говорит, что тот его разочаровал, и что он такой же слабый, как его жена и сын. Куан Чи объясняет, что именно он был непосредственно ответственен за убийство Ширай Рю, замаскировавшись под Саб-Зиро и манипулируя Лин Куэй, и что настоящий Саб-Зиро был ни в чём не виноват перед Скорпионом. Разъярённый Скорпион снимает себя с шипа, чтобы отомстить настоящему убийце. В кульминационный момент турнира Лю почти постигает та же участь, что и Джакса во время его матча с Горо, но он был спасён Скорпионом, который убивает Горо своим кунаем, в то время как Джонни, Соня и Джакс успешно убивают Кано. Шан Цзунг пытается заставить Скорпиона сразиться с Лю, и тот, казалось бы, готов был убить ослабленного сражением с Горо Лю Кана, но Скорпион телепортируется к Цзуну и берёт его в заложники, а также сдаётся Лю Кану, таким образом обеспечивая победу Земного Царства. После того, как Шан Цзун отступает во Внешний Мир, остров начинает разрушаться без присутствия колдуна, а герои эвакуируются на ближайшую лодку, в то время как Скорпиону удается убить Куан Чи в бою, тем самым отомстив ему за всё, прежде чем присоединиться к своей семье и клану в загробной жизни.
В конце Шан Цзун подвергся пыткам со стороны Шао Кана за свою неудачу, прежде чем ему было приказано подготовиться к вторжению в Земное Царство.

## В ролях
- Джоэл Макхейл — Джонни Кейдж
- Дженнифер Карпентер — Соня Блейд
- Джордан Родригес — Лю Кан
- Патрик Сайц — Ханзо Хасаши / Скорпион
- Стив Блум — Би Хан / Саб-Зиро
- Артт Батлер — Шан Цзун
- Дарин Де Поль — Куан Чи
- Робин Аткин Даунс — Кано
- Дэйв Б. Митчелл — Райдэн
- Айк Амади — Джексон «Джакс» Бриггс
- Кевин Майкл Ричардсон — Горо
- Грей Гриффин — Китана, Сатоши Хасаши
- Фред Таташор — Молок

## Производство
Новости и намёки о новом анимационном фильме «Mortal Kombat» появились в январе 2019 года, как связь с грядущим фильмом перезапуском. Год спустя анимационный фильм был официально объявлен под названием «Mortal Kombat Legends: Scorpion’s Revenge». В фильме Патрик Сайц вернулся к озвучке Скорпиона из предыдущих частей после того, как не вернулся к данной роли в Mortal Kombat 11 (где его заменил Рон Юань), наряду со Стивом Блумом в роли Саб-Зиро, Грей Гриффин озвучивает Китану после того, как ранее отказалась от данной роли в Mortal Kombat X из-за её беременности в то время и Кевин Майкл Ричардсон впервые за двадцать пять лет после фильма 1995 года снова сыграл свою роль Горо. Эдвард Бун подтвердил в своём Твиттере, что мультфильм получит рейтинг «R».
Первый трейлер мультфильма был выложен в онлайн 28 января 2020 года. Следующий трейлер к фильму будет выпущен 8 марта 2020 года во время турнира «Final Kombat» после дебюта гостевого участника в Mortal Kombat 11, Спауна, Тодда Макфарлейна, которого в игре озвучивают Кит Дэвид и Кэри-Хироюки Тагава.

## Релиз
Фильм заработал 508.501 доллар от продаж на DVD и 2.126.194 доллара от продаж на Blu-ray, в результате чего общий доход от домашнего видео составил 2.634.695 долларов.

## Реакция и отзывы
Мультфильм в целом получил положительные отзывы. На Rotten Tomatoes мультфильм имеет 88 % свежести на основе 16 рецензий, со средним рейтингом 7/10.
Эндрю Поллард из «Starburst» сказал: «Наполненный потрясающей жестокостью, блестящей ошеломляющей анимацией, [и] цельным и захватывающим повествованием… это действительно похоже на фильм «Смертельная битва», которого люди так долго ждали». Алессандро Филлари из «GameSpot» назвал фильм «забавной поездкой, верной сериалу», которая преуспела, когда была сосредоточена на Скорпионе, но чувствовала, что сюжетная линия, насыщенная персонажами, «создаёт чрезмерно набитый сюжет ... который фанаты уже несколько раз видели в играх». Сэм Стоун из «Comic Book Resources» описал «Месть Скорпиона» как «чертовски хорошее времяпрепровождение» и похвалил развитие предыстории персонажей, в то время как «Screen Rant» назвал это «отличный дебют для фильмов «Смертельная битва» Warner Bros. Animation, в котором собраны все аспекты, которые фанаты больше всего любят во франшизе, и воплощены они со стилем». Bloody Disgusting написал, что: ««Месть Скорпиона» носит на рукаве свою любовь и уважение к исходному материалу, в то же время создавая офигенный развлекательный анимационный фильм». Однако Боб Чипман из The Escapist высказал мнение, что фильм «довольно хорош, когда речь идёт о Скорпионе, и не очень, когда речь идёт о… чем-то ещё из Смертельной битвы», и Джошуа Йель из IGN прокомментировал: «Самая большая проблема фильма заключается в том, что он пытается изобразить эпическую арку турнира Смертельной битвы поверх более личной истории Скорпиона и в конечном итоге не воздаёт должное ни одному из них».

## Продолжение
Джереми Адамс выразил заинтересованность в создании продолжения и высказался на эту тему, что его потом покажут в кинотеатрах, а фанаты с удовольствием сходят на него.
В июне 2021 года было объявлено о выпуске продолжения под названием «Легенды «Смертельной битвы»: Битва королевств», в котором большая часть актёров и съемочная группа работавшая над «Местью Скорпиона» вернутся для съёмок мультфильма. Фильм дебютировал 31 августа 2021 года.